# ماكفيرسون ميد
ماكفيرسون ميد (بالإنجليزية: McPherson Meade)‏ هو لاعب كريكت ولاعب كرة قدم بريطاني في مركز حراسة المرمى، ولد في 16 فبراير 1979 في مونتسرات في المملكة المتحدة. شارك مع Montserrat national cricket team ‏.

## وصلات خارجية
- ماكفيرسون ميد على موقع إي آس بي آن كريك إنفو (الإنجليزية)
- ماكفيرسون ميد على موقع قاعدة بيانات كرة القدم.إي يو (الإنجليزية)